# Svart lista
|  | Wiktionary har en ordboksartikel om svart lista. |

En svart lista är en förteckning eller ett register över personer som av en eller annan anledning nekas till ett särskilt privilegium, en viss tjänst, möjlighet till rörlighet, tillträde eller igenkänning; s.k. svartlistning. Listan är vanligen hemlig för utomstående. Omvänt är vitlistning som innebär att en lista över enskilda eller organisationer har upprättats över dem som accepteras, igenkänns eller privilegieras.
En svart lista innehåller exempelvis personer eller företag som inte tillåts att hyra bilar eller videofilmer. Organisationer som missköter sina kundrelationer hamnar på konsumentverkets eller allmänna reklamationsnämndens listor över organisationer som inte följt nämndens beslut. Det finns även svarta listor över fastighetsmäklare och hyresvärdar som inte sköter sig.
Svartlistning var i fackföreningsrörelsens barndom en vanlig metod från arbetsgivarnas sida för att bli av med fackligt drivande personer. Med tiden har under samförståndsandans tid metoden använts mindre allmänt och mer mot vissa kategorier arbetare, såsom syndikalistiskt organiserade och i vissa fall kommunister. Arbetsgivareorganisationer såsom SAF (idag Svenskt Näringsliv) och Centrala Arbetsgivareförbundet (CA) tog redan under 1910-talet initiativ till en samordnad och systematisk svartlistning av syndikalister, då dessa ansågs mindre benägna att teckna och respektera kollektivavtal med fredsplikt och därmed var svårare att kontrollera.